# Jan Frans Willems
Jan Frans Willems (Boechout, 11 de marzo de 1793 - Gante, 24 de junio de 1846) fue un escritor flamenco y padre del movimiento flamenco.

## Vida
Boechout, la ciudad belga en la que nación Willems, se encontraba entonces ocupada por los franceses. Comenzó su carrera ejerciendo en una notaría de Amberes.
Dedicó su tiempo libre a la literatura, y en 1810 ganó un premio de poesía con una oda en conmemoración de la paz de Tilsit. Saludó con entusiasmo la creación del Reino Unido de los Países Bajos, y el renacimiento de la literatura flamenca; y publicó una serie de escritos ardientes y elocuentes en apoyo de las reclamaciones de la lengua flamenca nativa de los Países Bajos: en 1818 publicó una Carta a los belgas en que reivindicaba para el flamenco la categoría de lengua oficial de la zona correspondiente al sur de los Países Bajos, ensayo que puede considerarse el fundador de la llamada "discordia lingüística" que desde entonces no ha cesado de dividir a los belgas. Willems acompañó su Carta de una traducción al francés. Surgió la polémica y hacia 1819 publicó también una Historia de la literatura neerlandesa en Bélgica que provocó tantos comentarios en el mundo jurídico y clerical como la Carta. Willems abordaba también en esta obra otro problema discutido: la identidad de la lengua flamenca con la hablada y escrita en el Norte. La creación del estado belga unitario y unilingüe agravó el particular carácter de los problemas planteados por Willems. Cuando en 1824 terminó de publicar su Historia, se dedicó a reunir una antología que atestiguase la categoría literaria del flamenco, y con estas miras publicó en 1834 una versión moderna del Roman de Renart, la célebre obra del siglo XIII. Tres años después, Hendrik Conscience publicaba su primera novela, y al año siguiente su obra maestra, El león de Flandes (1838), que revitalizó toda la literatura en flamenco.
Sus simpatías políticas estaban con el partido de los Orange en la revolución de 1830, y estos puntos de vista le metieron en problemas con el gobierno provisional. No obstante, Willems fue pronto reconocido como el líder incuestionable del movimiento popular flamenco, el principal apoyo de la plataforma que le permitió lograr la completa igualdad de idiomas en el gobierno y los tribunales de justicia. Falleció en Gante, en el año 1846.

## Obra
Los más importantes de sus numerosos escritos, son:
- De Kunsten en Wetenschappen (1816)
- Aen de Belgen, Aux Belges (1818)
- Historisch Onderzoek naer den oorsprong en den waren naem der openbare plaetsen en andere oudheden van de stad Antwerpen (1828)

También realizó ediciones críticas de antiguos textos en flamenco.

## Publicaciones
Han escrito biografías de Willems Snellaert (Gante, 1847) y Rooses (Amberes, 1874).  También publicado por Rooses, Buylsteke y Bergmann es Jan Frans Willems (Gante, 1893).